# Lara Alcázar
Pour les articles homonymes, voir Alcazar et Miranda.
Lara Alcázar Miranda, née en 1992 à San Martin del Rey Aurelio, dans les Asturies, est une photographe, militante des droits des femmes et journaliste espagnole, personnalité iconique du groupe Femen en Espagne à partir de mai 2013.

## Biographie
Lara Alcázar est étudiante, durant sa jeunesse, en histoire de l'Art, à l'Université d'Oviedo.
Elle se considère féministe depuis l'âge de 16 ans et participe, dès lors, à plusieurs mouvements féminins et étudiants, comme le PCA (Parti Communiste des Asturies), la UHP (Union d'Historiens Progressistes), la CSOA La Madreña, et Milenta Muyeres y Moces.
Elle est la fondatrice et la porte-parole du mouvement des Femen en Espagne. Parmi ses premiers faits d'armes, elle coupe la parole, en 2015, du ministre de la Justice espagnol, Alberto Ruiz-Gallardon pendant les débats du droit de l'avortement pendant une intervention au sein du congrès espagnol. C'est sa première action médiatisée. En 2015, elle est arrêtée avec deux camarades françaises devant la Tour Hassan, de Rabat (Maroc).
Elle consacre désormais sa vie à la lutte des droits des femmes.